# XVIII століття до н. е.

## Правителі
- Фараони тринадцятої династії Аменемхет IV, Нефрусебек, Хнумхотеп; Себекхотеп I, Сенбует, Аменемес, Аменемхет V , Аменемхет VI, Санхібр, Хетепібр, Себекхотеп II, Рансенеб, Херіотеф, Гор, Аменемхет VII, Хутовер, Сенусерт IV, Хеджер, Семенхара, Себекемсаф I, Себекхотеп III, Ноферхотеп I , Себекхотеп IV, Себекхотеп V, Вахібрайеб, Мернефрі-Ай; їх сучасники з 14-ї династії Хатіро, Небхаура, Сехебра, Мерджефара, Севаджакара.
- Царі Ассирії Шамши-Адад I (1813–1781), Ішме-Даган I, Мут-Ашкур, Рімушу, Асінум, Пузур-Сін, 6 царів, Адар.
- Цар Ісин Дамік-Ілішен I.
- Цар Ларс Рим-Сін.
- Царі Вавилона Сін-мубалліт, Хаммурапі, Самсу-ілуна, Абіешу.
- Цар Країни Моря Іліман.
- Царі Еламу Шірктух, Сімутварташ, Сівепалар-хухлак, Кутучулуш I, Кутер-Наххунте I.
- Царі каситів Гандаш, Агум I Великий, Каштіліаш I.
- Царі Ямхад Самуелух, Ярим-Лім I, Аммурапі I, Абба-Ель I.
- Царі Ся Хуай, Ман, Се, Бу Цзян, Цзюн (існування спірно).

## Єгипет
- Бл. 1783 до н. е. Соціальний вибух в Єгипті (грандіозне повстання бідноти і рабів). Фактичний крах  Середнього царства. Прихід до влади XIII і XIV династій у Фівах, Ксоісі і в Дельті, які не володіли реальною владою.
- Бл. 1783–1552 до н. е. II Перехідний період в Єгипті (XIII–XVII династії). Хаос в країні, яка призвела до іноземного вторгнення семітського народу  гіксосів, що почали під впливом руху  індоєвропейців повільними хвилями займати Дельту.
- 1750 до н. е. відбулася найбільша кількість "повстань бідноти", внаслідок яких були знищені архіви із документами про борги.
- Бл. 1700 до н. е. Нубія на час Другого перехідного періоду відпадає від Єгипту.

## Месопотамія
- Близько 1795 — об'єднання каситів у племінний союз.
- 1792–1750 (1848–1806 або 1728–1686) — цар Вавилона Хаммурапі.
- Близько 1790 — Хаммурапі тимчасово визнає свою залежність від царя Ассирії Шамшіадада I.
- 1790 — захоплення Рімсіном Ісина.
- 1786 — завоювання Хаммурапі Урука і Ісина за допомогою Рімсіна, еламського правителя Ларса.
- 1784 — спорудження Хаммурапі каналу «Хаммурапі-достаток».
- Близько 1780–1760 — цар Ассирії Ишме-Даган I, син Шамшиадада.
- Близько 1778 — після смерті Шамшиадада Хаммурапі сприяє вигнанню його сина з Марі. Царем Марі стає Зімрілім, союзник Хаммурапі.
- Близько 1778–1758 — цар Марі Зімрілім. Розширення торговельних зв'язків. Відбиття набігів степових племен і вторгнення військ Ешнунни.
- Близько 1765 — відпадання від Хаммурапі південних областей і відторгнення північної прикордонної смуги.
- 1763 — перемога Хаммурапі над Ешнунни і розгром війська Еламу, яке намагалося прийти їй на допомогу. Зімрілім ухиляється від допомоги Хаммурапі.
- 1762 — захоплення Хаммурапі Ларсу. Втеча Рімсіна в Елам.
- 1760 — перемога Хаммурапі над Ешнунни і підпорядкування Марі.
- 1758 — перемога Хаммурапі над Марі та руйнування міста.
- Близько 1755 — підпорядкування Хаммурапі області вздовж течії Тигра, включаючи Ашшур. Підпорядкування частини Еламу.
- 1750–1712 — цар Вавилона Самсу-ілуна, син Хаммурапі.
- 1741 — похід каситів на Вавилонську державу. Самсу-ілуна відбиває навалу.
- 1740 — війна Самсу-ілуни з коаліцією Еламу і міст Ешнунни, Ісин, Урук.
- Близько 1730 — на чолі руху південних міст стоять правителі «Країни моря». Поразка Самсу-ілуни у боротьбі з Ілумаїлу, нащадком династії Ісин. Ілумаїлу за підтримки Еламу закріплюється на півдні.
- Кінець XVIII століття — захоплення мітаннійцями Північної Месопотамії.
- Близько 1710 — після смерті Самсуїлуни Ілумаїлу продовжує боротьбу з його сином. Успіх продовжує супроводжувати Ілумаїлу.

## Мала Азія
- Близько 1800 — хетти виганяють ассирійців з Анатолії.
- Початок XVIII століття — захоплення хетами Хаттуси.
- Середина XVIII століття — у країні хетів виділяються міста Неса, Куссар і Цалпа. Анітти, правитель Хуссара, руйнує Хаттуси, оплот протохетів, підпорядковує Несу і робить її своєю столицею. Об'єднання хетів.

## Інші регіони
- Близько 1800 — поширення у Європі бронзи.
- Близько 1800 — виникнення культури Вессекс в Британії.
- Близько 1800 — занепад Бактрійсько-Маргіанської цивілізації (датування за Саріаніді).
- Близько 1800 до н. е. — культура дзвоноподібних кубків з Іспанії почала переміщуватись двома потоками на територію Європи. Перший потік рухався західним узбережжям Атлантики, входячи до складу майбутніх кельтів. Другий потік рухався у приальпійську зону Центральної Європи, де став основою для майбутніх слов'ян. Приблизно у цей же період праслов'янська мова, мабуть, відокремлюється від загально-індоєвропейського мови. [джерело?]
- 1797 — китайський вельможа Гун-лю потрапив в опалу і втік зі своїми прихильниками на захід до жунам. Вони побудували містечко, Гун-лю став самостійним правителем.
- 1766 — підкорення вождем племені шан Чен Таном племені ся на чолі з Чієхом (Цзе). Виникнення держави Шан (Інь).
- 1766–1122 (бл. 1600–1027) — династія Шан (Інь) у Китаї. 28 або 29 царів.
- 1765–1760 — цар Шан (Інь) Чен Тан.
- Кінець 1760-х років — син останнього царя Ся Цзе-куючи, померлого у вигнанні, Шун Вей з сімейством і підданими пішов у північні степи. За китайською традицією Шун Вей вважався предком хуннів.
- XVIII століття — заснування міста Геліополь у Лівані.
- XVIII–XIII століття — Андронівська культура бронзової доби у західній частині Південного Сибіру, Казахстані до Уралу і Південному Приураллі.
- XVIII–XVII століття — створення першого у світі алфавітної («сирійського») писемності.
- Ніппур захоплений Вавилонією.